# 黃金站 (北海道)
黄金車站（日语：／ Kogane eki */?）是位於日本北海道伊達市南黄金町，由北海道旅客鐵道（JR北海道）所經營的鐵路車站。本站是室蘭本線沿線的車站，開業時名為黄金蘂車站（日语：／ Okonshibe eki */?），1952年改為現在的名稱。
舊站名「黄金蘂」源自阿伊努語的「o-kompu-us-pe」（河口長有海帶的地方），後隨地名更改而省略為「黄金」。

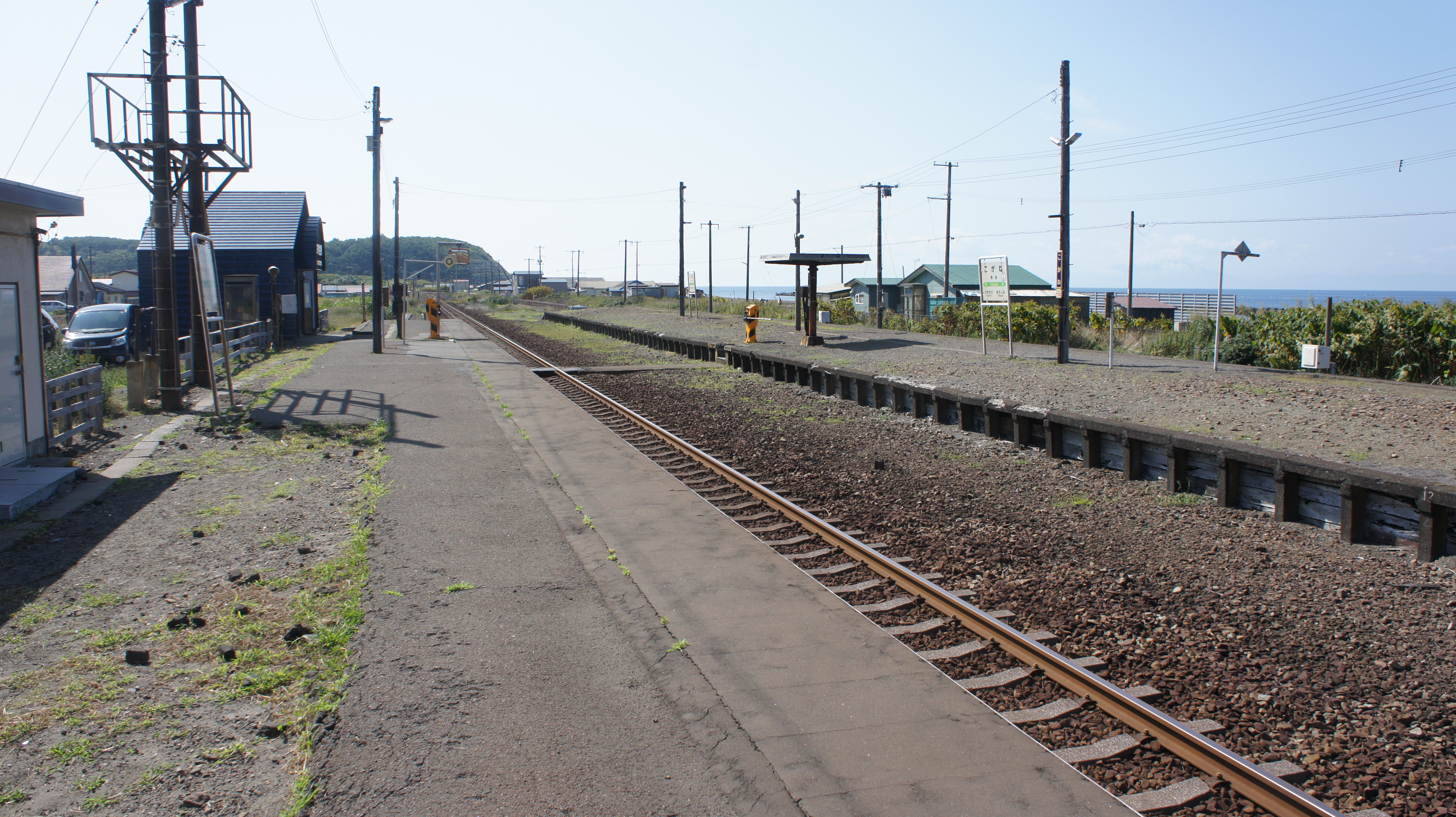
月台（2017年9月）

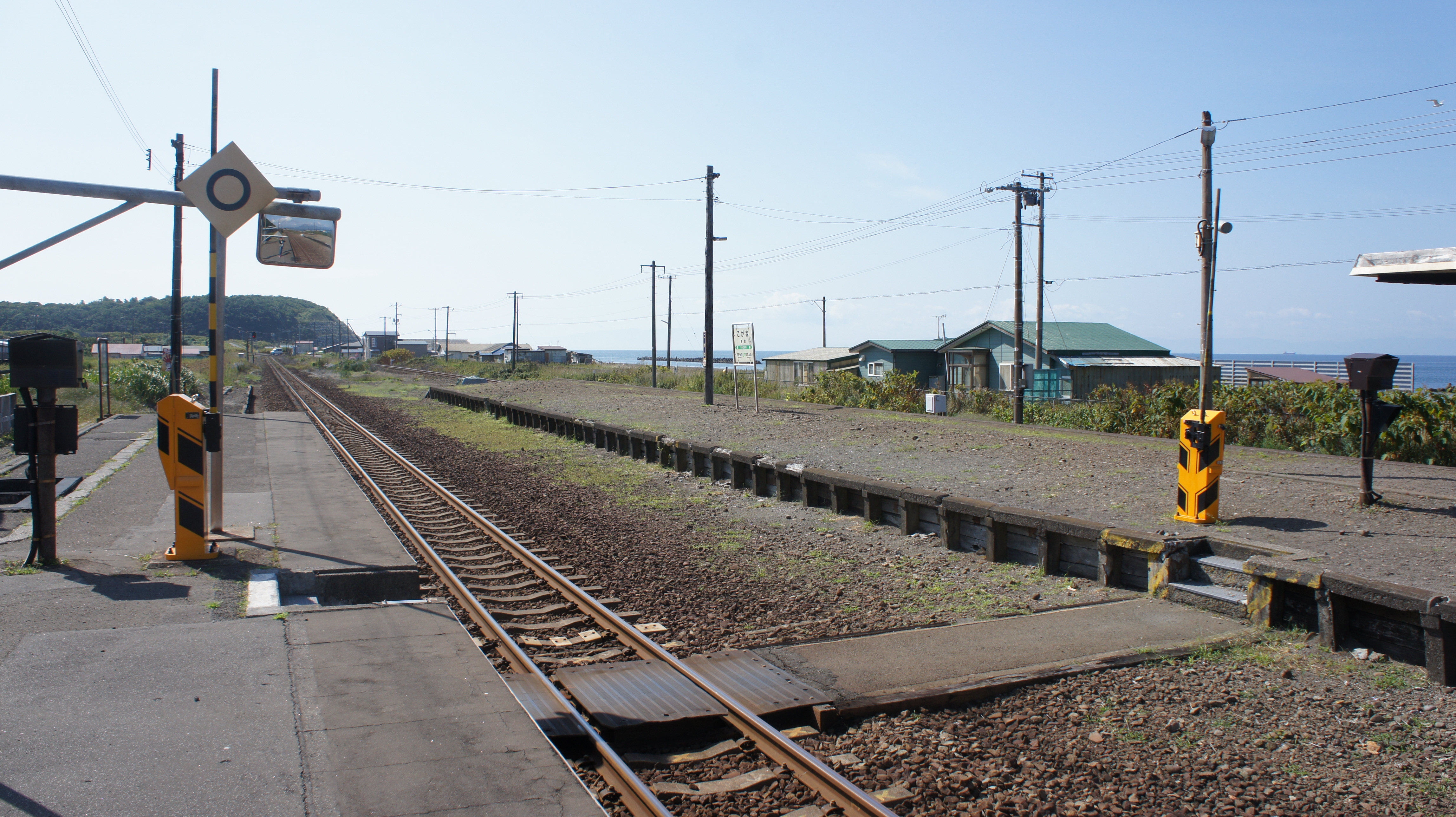
平交道（2017年9月）

## 歷史

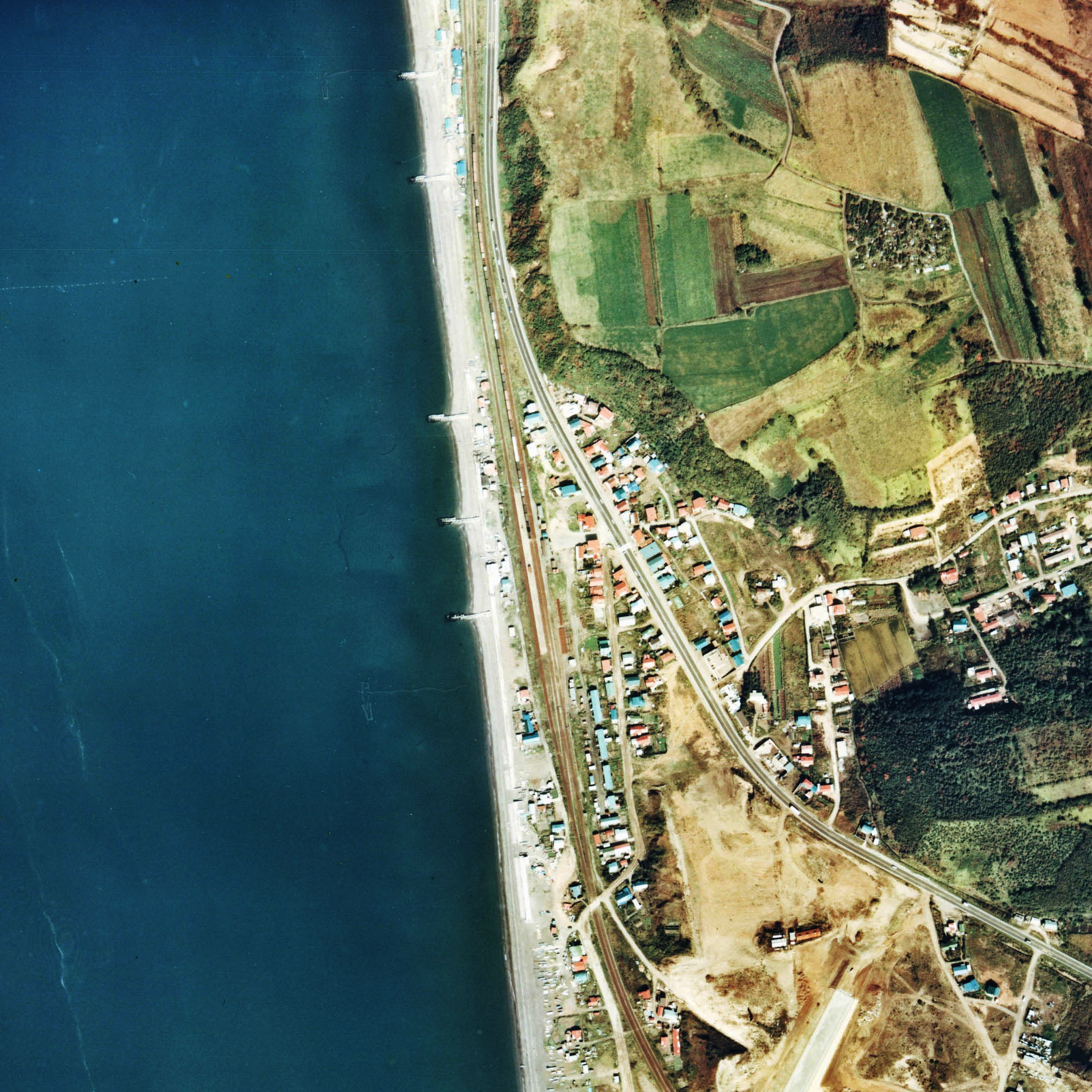
1976年黄金站及附近約1km範圍的高空圖。

- 1925年8月20日：鐵道省長輪東線輪西站（即現東室蘭站）～伊達紋別站開通，本站開業，並定名為「黄金蘂站」（おこんしべえき）[2]。
- 1928年9月10日：長輪東線改稱為「長輪線」。
- 1931年4月1日：長輪線被編入予室蘭本線內。
- 1952年11月15日：改稱為黄金站[2]。
- 1960年10月15日：取消貨物提取服務[2]。
- 1980年5月15日：室蘭本線實行CTC化，無人化並簡易委托化[3]。同時停止手提行李提取服務[2]。
- 1987年4月1日：國鐵分割民營化，由JR北海道繼承。
- 1988年：站房改建。
- 時間不詳<ref group="注" name="ekigyoumu">1990年7月1日所發行的（小冊子『HANDBOOK 1990』「車站是旅程的出發點」（北海道旅客鐵道、1990年發行）中已標示出本站已經為完全無人化）。：廢除簡易委託、完全無人化。

## 相鄰車站
北海道旅客鐵道
室蘭本線
■特急「北斗」
通過
■普通
稀府（H36）－黄金（H35）－崎守（H34）